# Psammotettix sordidus
Psammotettix sordidus är en insektsart som beskrevs av Kuoh 1985. Psammotettix sordidus ingår i släktet Psammotettix och familjen dvärgstritar. Inga underarter finns listade i Catalogue of Life.